# Cynaroside
Le cynaroside est un composé chimique de la famille des flavones. C'est plus précisément un hétéroside, le 7-O-glucoside d'une flavone, la lutéoline.

## Pharmacochimie
La cynaroside I (ainsi que la cosmosiine II) sont les premiers flavonoïdes antispasmodiques découverts, d'abord isolés dans la plante A. Millefolium L.